# L'apparizione (film)
L'apparizione (L'Apparition) è un film del 2018 diretto da Xavier Giannoli.

## Trama
Dopo aver perso il suo miglior amico fotografo durante un conflitto, il reporter di guerra Jacques Mayano vive un momento di profondo dolore e sgomento interiore. Mentre è chiuso in casa e lontano dai propri affetti familiari, un giorno inaspettatamente riceve una chiamata dal Vaticano. Jacques si reca a Roma e viene incaricato di condurre un'indagine, assieme ad una commissione, su un presunto caso di apparizione mariana che sta avendo luogo in un paesino nel sud della Francia.
Protagonista della vicenda la giovane Anna, sedicenne novizia che si trova improvvisamente al centro dei riflettori, travolta dalla pressione di migliaia di fedeli accorsi nel paesino dove è avvenuta l'apparizione. Senza competenza sull'argomento ma anche senza alcun preconcetto, Jacques inizia ad indagare sulla vicenda, intervistando Anna e scontrandosi spesso col parroco di paese che la sostiene e protegge. Pur dimostrando una genuina sincerità nei suoi racconti, Anna sembra nascondere qualcosa. Nonostante i divieti del parroco, la ragazza cerca infatti di parlare spesso con Jacques; inoltre, la ragazza si reca più volte di nascosto da un amico che le recapita la posta di una sua vecchia amica, Mériem. Jacques raccoglie tutte le prove sul passato di Anna: le sue adozioni temporanee (la ragazza era orfana), gli amici e le conoscenze che potevano aver avuto un ruolo nella sua vita. Scoperta l'amicizia con Mériem, Jacques si reca a casa dei genitori adottivi della ragazza per sapere dove questa si trovi: qui per puro caso s'imbatte su un'icona fotografata dal suo amico morto e le sue certezze sembrano improvvisamente vacillare. Jacques non crede che si tratti di un caso, ma razionalmente non riesce a dare una spiegazione logica ad un evento così improbabile. 
Nel frattempo la commissione non arriva a una decisione e raccoglie solo prove, ma la situazione precipita quando, alla vigilia di una sfarzosa celebrazione in diretta mondiale, Anna, debilitata e sotto una pressione insostenibile, si sente male. Non mangiando da giorni, la ragazza pian piano si spegne e muore in ospedale. Jacques scopre il carteggio tra Anna e Mériem e a questo punto, mandato il suo riscontro finale al Vaticano, inizia a cercare Mériem, portando con sé l'icona misteriosa. Giunto in Giordania, nel campo profughi di Zaatari
Jacques trova Mériem che abita lì con il suo ragazzo da cui ha avuto un figlio. La ragazza gli confida di essere stata lei, quel giorno, ad aver avuto l'apparizione, ma di averne avuto paura e di aver raccontato tutto ad Anna, la quale ha raccolto la sua testimonianza e l'ha fatta propria. Lasciata la ragazza alla sua famiglia, Jacques si reca al monastero distrutto dove era stata prelevata l'icona e la posa sulla soglia.

## Riconoscimenti
- 2019 - Premi César
  - Candidatura per la migliore promessa femminile a Galatéa Bellugi
- 2019 - Premi Lumière
  - Candidatura per la migliore promessa femminile a Galatéa Bellugi